# Scharlaken honingzuiger
De scharlaken honingzuiger (Aethopyga mystacalis) is een honingzuiger, die alleen voorkomt op Java. Deze soort wordt ook wel samen met Temmincks honingzuiger beschouwd als één soort.

## Kenmerken
Deze vogel is 10 cm lang, het mannetje heeft een langere staart en is daardoor 12,5 cm.  Deze honingzuiger heeft een geheel glanzend paarse kruin en glanzend paarse bovenstaartdekveren en donkerbruine handpennen, terwijl Temmincks honingzuiger boven op de kruin rood is en rood op de staart en lichter bruingekleurde hand- en armpennen heeft.

## Verspreiding en leefgebied
De scharlaken honingzuiger komt algemeen voor in tropisch bos op het eiland Java in midden- en hooggebergte tussen de 800 en 1900 m boven zeeniveau.

## Status
De scharlaken honingzuiger en Temmincks honingzuiger hebben samen een groot verspreidingsgebied en daardoor alleen al is de kans op uitsterven gering. De grootte van de populaties is niet gekwantificeerd. Er is aanleiding te veronderstellen dat de soorten in aantal achteruit gaan door habitatverlies (ontbossing). Echter, het tempo ligt onder de 30% in tien jaar (minder dan 3,5% per jaar). Om die redenen staan deze honingzuigers als niet bedreigd op de Rode Lijst van de IUCN.